# Cowboy like Me
«Cowboy like Me» (с англ. — «Такой же ковбой, как и я») — песня американской певицы Тейлор Свифт. Вышла 11 декабря 2020 года на лейбле Republic Records в качестве одиннадцатого трека девятого студийного альбома Evermore. Песня была написана Свифт и Аароном Десснером, а спродюсирована Десснером. Медленная баллада с мягким инструментарием, «Cowboy like Me» написана в стиле кантри и американы с элементами кантри-рока и блюза. Свифт поёт в песне с кантри-твангом, а Маркус Мамфорд из английской группы Mumford & Sons исполняет её на бэк-вокале. В тексте песни рассказывается история о том, как два мошенника неожиданно влюбляются друг в друга, обманывая богатых людей в своём городе.
Музыкальные критики в целом высоко оценили лирическое повествование песни «Cowboy like Me», хотя некоторые из них посчитали, что её звучание не было захватывающим; некоторые критики считают эту песню одной из самых ярких в Evermore. После выхода альбома Evermore трек занял 62-е место в Billboard Global 200 и вошёл в чарты Австралии, Канады и США. Свифт периодически исполняла песню «Cowboy like Me» во время тура Eras Tour в 2023 и 2024 годах, а Мамфорд регулярно пел её во время тура в поддержку своего дебютного студийного альбома Self-Titled (2022).

## История
24 июля 2020 года, во время локдауна COVID-19, Свифт выпустила свой восьмой студийный альбом-сюрприз Folklore, получивший широкое признание критиков и коммерческий успех. В сентябре 2020 года Свифт и её сопродюсеры и соавторы альбома, Аарон Десснер и Джек Антонофф, собрались в студии Long Pond, расположенной в уединённом домике на севере штата Нью-Йорк, чтобы снять документальный фильм Folklore: The Long Pond Studio Sessions. Выпущенный на стриминговом сервисе Disney+ и сопровождаемый концертным альбомом, выпущенным в цифровом формате, Свифт исполнила урезанные версии всех 17 треков Folklore и рассказала о творческом процессе создания альбома.
|                                        | Проще говоря, мы просто не могли перестать сочинять песни. Говоря более поэтично, мы как будто стояли на краю фольклорного леса и у нас был выбор: повернуть и пойти назад или идти дальше в лес этой музыки. Мы выбрали блуждать глубже… Я никогда не делала этого раньше. В прошлом я всегда рассматривала альбомы как отдельные эпохи и переходила к планированию следующей после выхода альбома. С Folklore было что-то другое. Создавая его, я чувствовала себя не столько уходящей, сколько возвращающейся. Мне нравился эскапизм, который я находила в этих воображаемых/не воображаемых сказках. Мне нравилось, как вы принимали в свою жизнь пейзажи снов, трагедии и эпические истории о потерянной и обретённой любви. Поэтому я просто продолжала их сочинять. |
| — Свифт о сюжетной линии Evermore. NME | |

После съемок трое отпраздновали Folklore выпивкой и неожиданно продолжили писать песни, оставаясь в Long Pond. Результатом стал студийный альбом Evermore, который Свифт назвала «сестринской пластинкой» Folklore. Свифт написала большую часть Evermore вместе с Десснером и записала альбом в студии Десснера Long Pond Studio. Одна из композиций, которую они написали вместе, — «Cowboy like Me», была спродюсирована Десснером и записана в студии Scarlet Pimpernel в Лондоне.
В треке Джош Кауфман играет на гитаре, губной гармонике и мандолине, Джастин Вернон — на ударных и электрогитаре, а Маркус Мамфорд из английской группы Mumford & Sons исполняет фоновые вокальные партии.

## Композиция
Длительностью 4 минуты 35 секунд «Cowboy like Me» — это баллада с медленным темпом и мягким инструментарием. Песня включает в себя томный фортепианный грув, гитарные соло, редкие риффы губной гармоники, и легко отшлифованные ударные. Она также включает в себя гитарный рифф, который, по мнению Эллен Пирсон-Хаггер из New Statesman, напоминает мелодию, с которой начинается дебютный сингл Свифт «Tim McGraw» (2006). В вокальном исполнении Свифт присутствует кантри-тванг, и Сара Карсон из The i Paper отметила, что она поет последовательности нот, идентичные «Tim McGraw». Мамфорд исполняет гармоничные вокальные партии, которые критики описывают как «теневые», «знойные» и «шепчущие».
«Cowboy like Me» — трек в стиле американа, в котором присутствуют элементы кантри-рока и блюза.
Десснер считает ее песней в стиле кантри, а некоторые рецензенты сочли ее стилизованной под кантри и одной из двух композиций Evermore (вместе с «No Body, No Crime») которые вернули Свифт к кантри и американе. В Pitchfork Сэм Содомски сказал, что эти два трека были наиболее похожи на кантри среди ее работ за последние годы. Джейсон Липшутц из Billboard заявил, что песня представляет собой сочетание кантри, фолка и «поцелованной солнцем» альтернативы, в то время как Микаэль Вуд из Los Angeles Times написал, что она содержит фолк-рок аранжировку, а Крис Уиллман из Variety счел, что звучание напоминает «непринужденный стиль начала 70-х». Для NME Ханна Майлреа сказала, что трек органично вписался бы в альбом Ланы Дель Рей Norman Fucking Rockwell! (2019). Звуковое оформление песни также сравнивали с музыкой T Bone Burnett и the Civil Wars.
По словам Свифт, «Cowboy like Me» — это песня о «двух молодых мошенниках, которые влюбляются, проводя время на модных курортах, пытаясь заполучить богатых романтических бенефициаров». Ее текст имеет меланхоличный и пикарескный тон; в нем изображены два мошенника из высшего общества, которые привыкли обманывать богатых людей, притворяясь влюбленными, и когда они собираются использовать свои трюки друг на друге, они понимают, что их интриги превратились в настоящие чувства. Рассказчица Свифт выражает свои чувства к коллеге-мужчине, ожидая его у телефона и надеясь, что он позвонит. В конце концов у нее разбито сердце, и она ссылается на Вавилонские сады как на метафору того, как роман повлиял на нее. Карл Уилсон из Slate считает, что рассказ напоминает ромком 1931 года «Сумасшедшая блондинка».

## Отзывы
О «Cowboy like Me» были положительные отзывы в отношении ее производства. Липшутц поставил песню на 9-е место среди 17 треков делюкс-издания Evermore, написав, что это «амбициозная смесь» жанров и одно из «самых декадентских прослушиваний альбома». Содомский назвал трек «великолепным», а Крис Уиллман из Variety отметил «прекрасный гармоничный вокал» Мамфорда. Бобби Оливье из Spin назвал «Cowboy like Me» одним из сюрпризов, появившихся при внимательном прослушивании альбома.
Другие рецензии высоко оценили текст песни. Алан Лайт из Esquire описал песню как «тонко прописанную историю мошенника», в то время как Нил Маккормик из The Daily Telegraph отметил «игриво нуарные повороты», а Дебора Кригер из PopMatters выбрала ее как один из сильных треков альбома с «проникновенным реализмом». Спенсер Корнхарбер из The Atlantic похвалил трек за то, что он «[показывает], как любовь Свифт к заговорщическим романам привлекает ее талант к деталям и пейзажам». Алекс Хоппер из American Songwriter считает «Cowboy like Me» любимой песней поклонников с Evermore и одной из его «главных точек». Уиллман включил трек в число 75 лучших песен Свифт, посчитав его одним из «более явно вымышленных повествований» в ее дискографии.

## Участники записи
По данным буклета и Pitchfork.
- Тейлор Свифт — вокал, автор песен
- Аарон Десснер — автор песен, продюсирование, запись, драм-машина, перкуссия, синт-бас, фортепиано, клавишные, синтезатор, акустическая гитара, электрогитара
- Маркус Мамфорд — бэк-вокал
- Джош Кауфман — гавайская гитара, губная гармоника, мандолина
- Джастин Вернон — ударная установка, электрогитара
- Брайс Десснер — оркестровка
- Юки Нумата Резник — оркестровка
- Кларис Дженсен — оркестровка
- Робин Бэйнтон — запись
- Кайл Резник — запись
- Грег Калби — мастеринг
- Стив Фаллоне — мастеринг
- Логан Коул — контрабас

## Чарты
| Чарт (2020)                                  | Высшая позиция |
| -------------------------------------------- | -------------- |
| Австралия (ARIA)                             | 55             |
| Канада (Billboard Canadian Hot 100)          | 43             |
| Мир (Billboard Global 200)                   | 62             |
| Великобритания (OCC UK Audio Streaming)      | 91             |
| США (Billboard Hot 100)                      | 71             |
| США (Billboard Hot Rock & Alternative Songs) | 15             |
| США (Rolling Stone Top 100                   | 50             |

| Чарт (2021)                                   | Позиция |
| --------------------------------------------- | ------- |
| США (Hot Rock & Alternative Songs, Billboard) | 83      |

## Сертификации
| Регион                                                                      | Сертификация | Продажи |
| --------------------------------------------------------------------------- | ------------ | ------- |
| Австралия (ARIA)                                                            | Золотой      | 35 000  |
| Бразилия (ABPD)                                                             | Золотой      | 20 000  |
| Новая Зеландия (RMNZ)                                                       | Золотой      | 15 000  |
| Великобритания (BPI)                                                        | Серебряный   | 200 000 |
| Данные о продажах + прослушиваниях приведены только на основе сертификации. |              |         |

### Комментарии
1. ↑  Илана Каплан из i-D и Эллен Пирсон-Хаггер из New Statesman сочли песню медленной[11][12],  а Мэри Сироки из Consequence утверждала, что она «среднетемповая»[13]